# 黃山龍屬
黃山龍（屬名：Huangshanlong）是一屬蜥腳下目恐龍，發現於中國安徽省黃山市歙縣的洪琴組，年代為侏儸紀中期。模式種是安徽黃山龍（Huangshanlong anhuiensis），於2014年由黃建東、尤海魯、楊精濤、任鑫鑫所敘述、命名。唯一的標本是個部分前肢，包括右側肱骨和橈尺骨，是在2002年的徽杭高速公路施工中發現。儘管化石材料很少，黃山龍對於研究蜥腳類的早期演化具有重要意義。同時黃山龍也是繼皖南龍之後，安徽省境內第二個被命名及第一個侏儸紀蜥腳類恐龍化石。
根據以下特徵可將其歸類至馬門溪龍科：肱骨遠端向外側扭轉25度並在其上有發育的附突、尺骨兩前臂突發育並形成90度或略小的夾角。而相較於其他馬門溪龍科，黃山龍具有以下獨特的特徵組合：肱骨近端長為肱骨長的36%、遠端附突位於中部、橈骨為肱骨長的58%、尺骨為肱骨長的2/3、尺骨兩臂突中的內前突更長、尺骨遠端前面、外後面和內後面上都有稜脊發育。
任等人（2018）將黃山龍與安徽龍、峨嵋龍列為姊妹群，牠們獨立於其他馬門溪龍科物種形成一個演化支。